# Pontiac New Series
Pontiac New Series – samochód osobowy produkowany pod amerykańską marką Pontiac w latach 1926–1928.

## Galeria

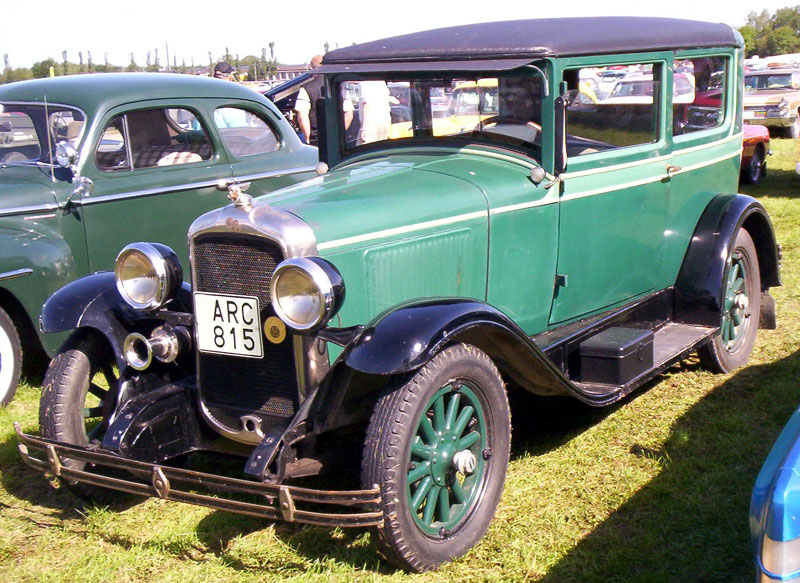
Pontiac New Series
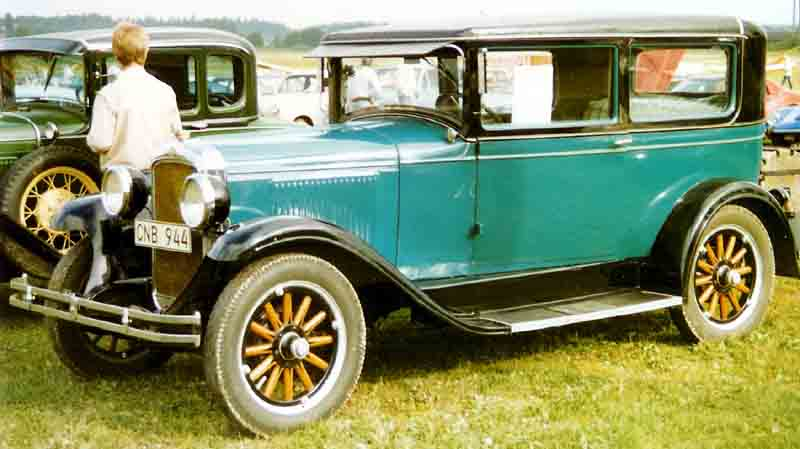
Pontiac New Series